# 太子町々歌
- 太子町町歌[1]
- 太子町歌

「太子町々歌」（たいしちょうちょうか）は、日本の大阪府南河内郡太子町が制定した町歌である。作詞・松井定逸、作曲・秦井康文。

## 解説
南河内郡磯長村と山田村が1956年（昭和31年）に合併し、太子町が成立してから20周年の節目に当たる1976年（昭和51年）9月に町花としてサツキ、町木としてクスノキを選定したのと合わせて町歌の歌詞を懸賞募集し、制定された。日本クラウンがA面に鎌田英一が歌唱する「太子町音頭」、B面に伊藤憲二が歌唱する町歌を収録したシングル盤（規格品番：PRS-442）を製造している。

### たいしくん元気体操
町内の健康運動指導士によって町歌に合わせた振付も考案されていたが、2016年（平成28年）には第3次健康増進計画に合わせて町のマスコットであるたいしくんを起用した町民体操「たいしくん元気体操」として普及が図られている。2020年（令和2年）の新型コロナウイルスによる外出自粛時には町の防災無線を通じて毎日15時に町歌を流して体操を行うよう呼びかけられた。

## 備考
大阪府の太子町と「聖徳太子ゆかりの地」の繋がりで友好関係にある同名の兵庫県揖保郡太子町も、同年（1976年）に町制25周年を記念して「太子町歌」（作詞：安田青風、作曲：名取吾朗）を制定している。
レコードの盤面に記載された表題は兵庫県が「太子町歌」なのに対して大阪府が「太子町々歌」と微細に異なるが、制定から年月が経過し大阪府側の公式サイトやプレスリリースでは「太子町町歌」、或いは「々」が省略された「太子町歌」と呼ばれるようになり、混同が生じている。町民音頭の表題は、大阪府側の「太子町音頭」に対して兵庫県側は「太子音頭」である。